# Старий Збараж
Стари́й Зба́раж — село в Україні, у Збаразькій міській громаді Тернопільського району Тернопільської області. Розташоване на річці Гнізна, на північному сході району. До 2020 центр Старозбаразької сільради. До 2008 року до Старого Збаража було приєднано село Верняки (57 дворів).
Населення — 778 осіб (2007).

## Передісторія
Поблизу села виявлено археологічні пам'ятки середнього та пізнього палеоліту, трипільської, висоцької, черняхівської і давньоруської культур.

## Історія
Перша писемна згадка — 1211 року.
Діяли «Просвіта» та інші товариства.
12 червня 2020 року, відповідно до Розпорядження Кабінету Міністрів України від  № 724-р «Про визначення адміністративних центрів та затвердження територій територіальних громад Тернопільської області», село увійшло до складу Збаразької міської громади.
19 липня 2020 року, в результаті адміністративно-територіальної реформи та ліквідації Збаразького району, село увійшло до складу новоутвореного Тернопільського району.

## Населення

### Мова
Розподіл населення за рідною мовою за даними перепису 2001 року:
| Мова       | Кількість | Відсоток |
| ---------- | --------- | -------- |
| українська | 767       | 98.08%   |
| російська  | 14        | 1.79%    |
| румунська  | 1         | 0.13%    |
| Усього     | 782       | 100%     |

## Пам'ятки
- Руїни Старозбаразької фортеці
- Церква святого Архістратига Михаїла (1818, мурована).
- Козацька могила (с. Верняки),
- Пам'ятний знак на місці старого замку (1991).

Скульптура святої Анни та Матері Божої
Пам'ятка монументального мистецтва. Розташована біля дороги в с. Верняки.
Робота самодіяльних майстрів, виготовлена із каменю (встановлена ХІХ ст.).
Скульптура — 1,1 м, постамент — 2,05х1,15х1,15 м, площа — 0,0009 га.
Скульптурна композиція «Відкрите серце Ісуса та Непорочне серце Марії»
Пам'ятка монументального мистецтва місцевого значення. Розташована біля дороги в с. Залужжя.
Робота самодіяльних майстрів, виготовлена із каменю (встановлена ХІХ ст.).
Скульптура — 1,1 м, постамент — 1,65х1,1х0, 8 м, площа — 0,0001 га.
Скульптура святої Анни та Матері Божої
Пам'ятка монументального мистецтва. Розташована біля дороги в с. Залужжя.
Робота самодіяльних майстрів, виготовлена із каменю (встановлена ХІХ ст.).
Скульптура — 1,3 м, постамент — 1,5х0,8х0,8 м, площа — 0,0006 га.

## Соціальна сфера, економіка
Працюють: Клуб, бібліотека, ФАП, відділення зв'язку, ТОВ «Старий Збараж», магазин «COOP», Кударевків. 
Є старозбаразьке родовище вапняків.

## Відомі люди

### Народилися
- правник, громадський діяч Лев Краснопера,
- Петро Любович - український священик, композитор, диригент.

## Галерея

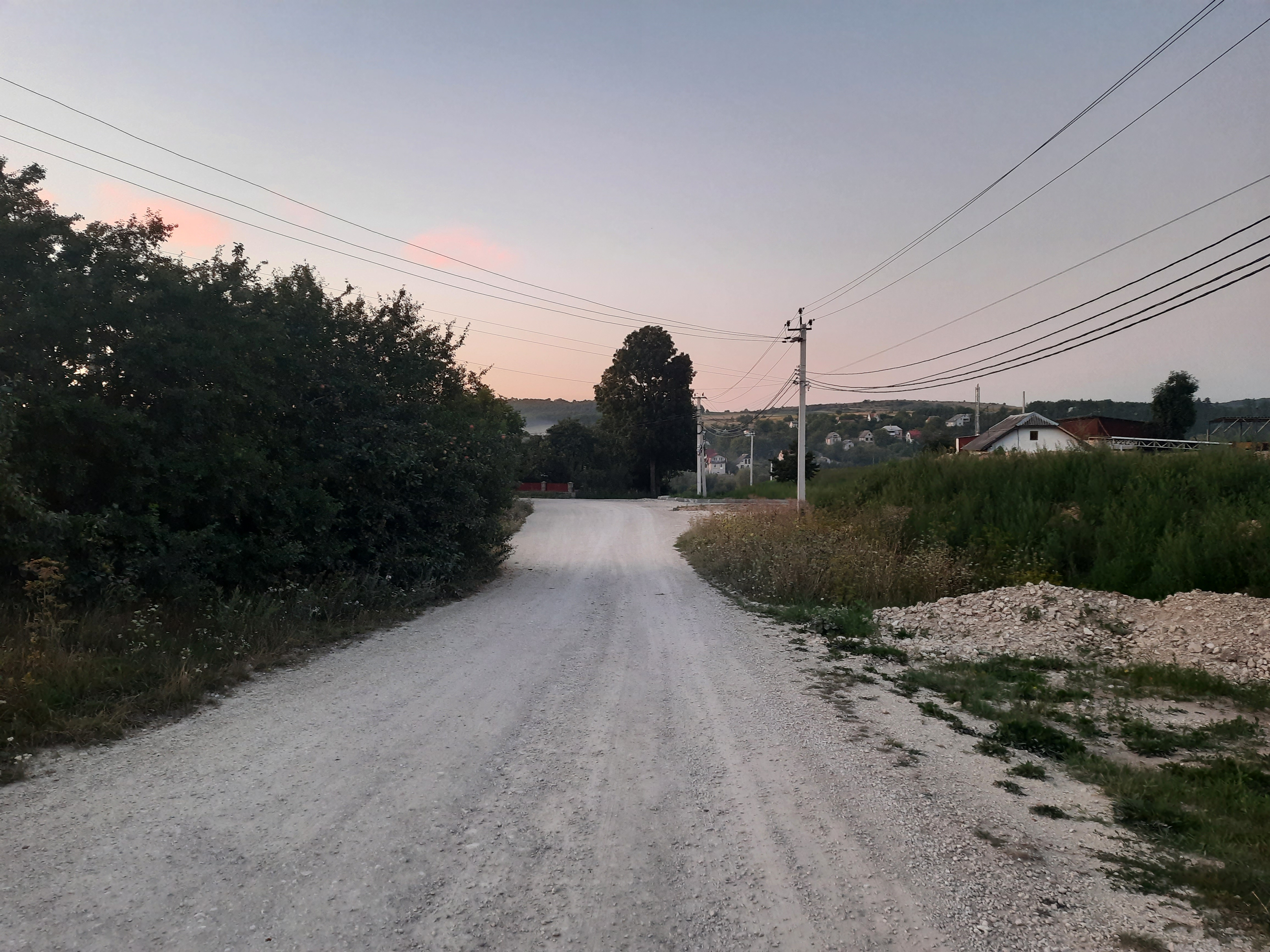
Дорога в село
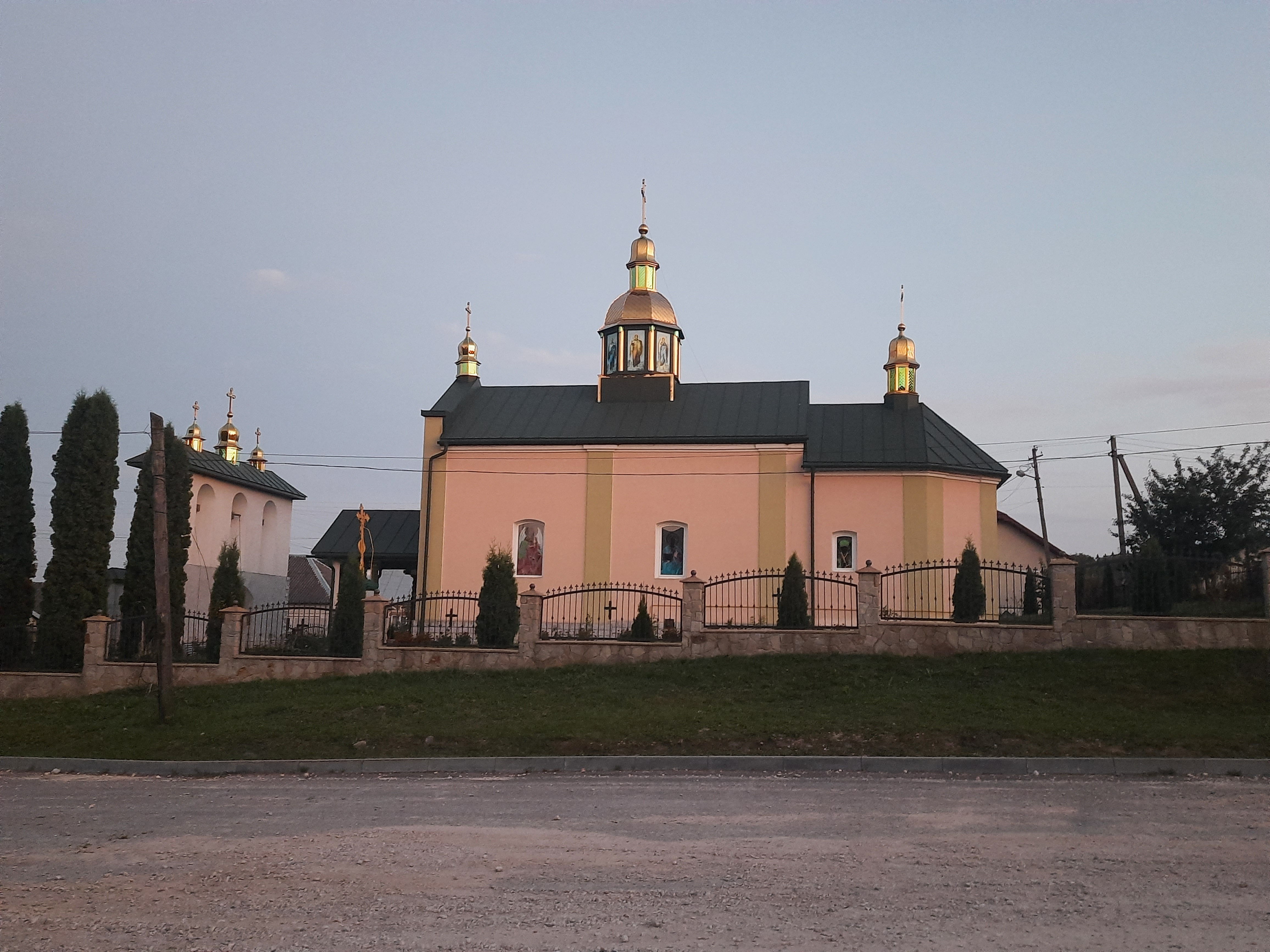
Церква Святого Архістратига Михаїла
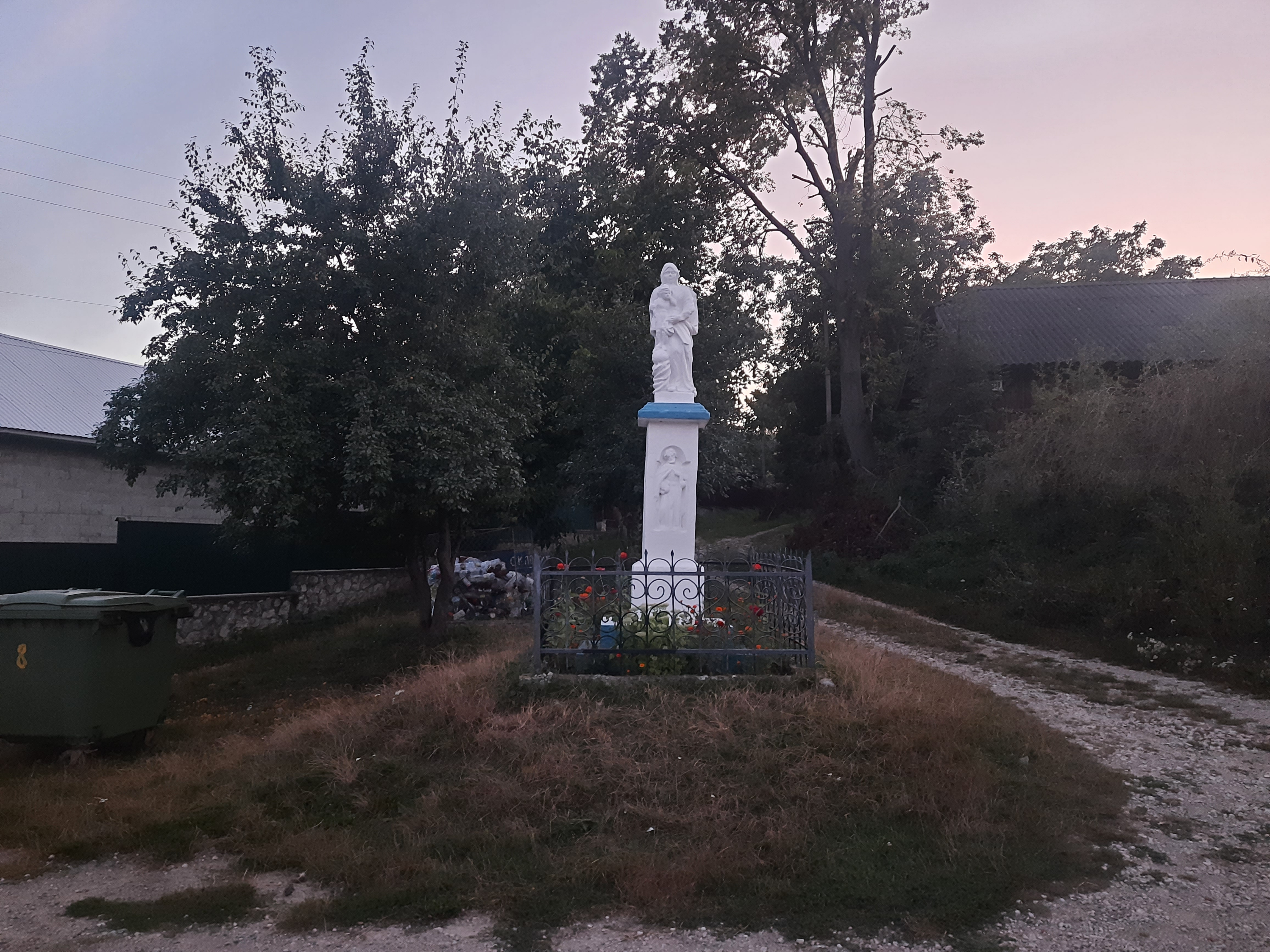
Статуя Божої Матері